# Канівська міська рада
Ка́нівська міська́ ра́да — адміністративно-територіальна одиниця та орган місцевого самоврядування в Черкаській області. Адміністративний центр — місто обласного значення Канів.

## Загальні відомості

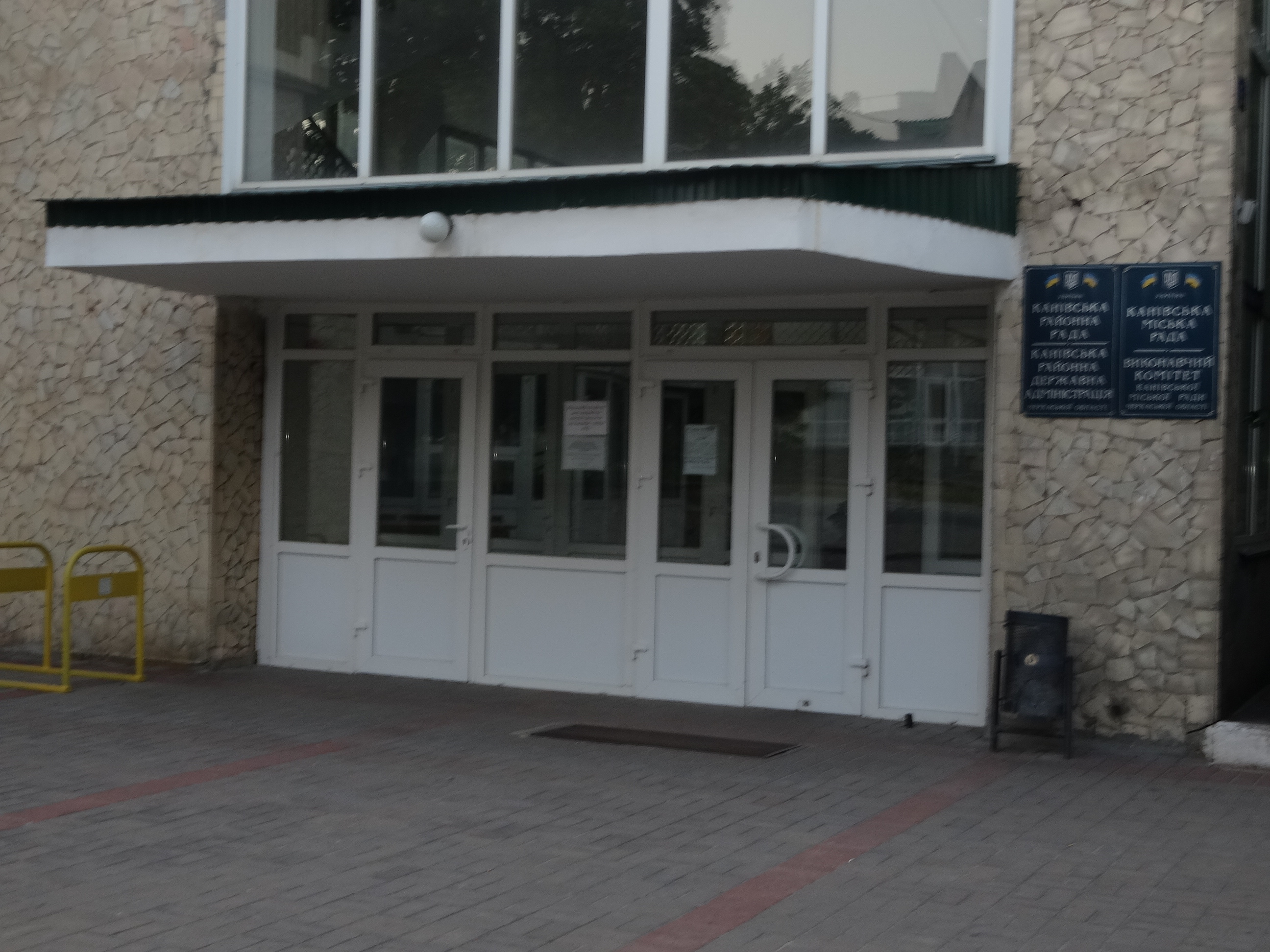
Вхід до будівлі Канівської міськради

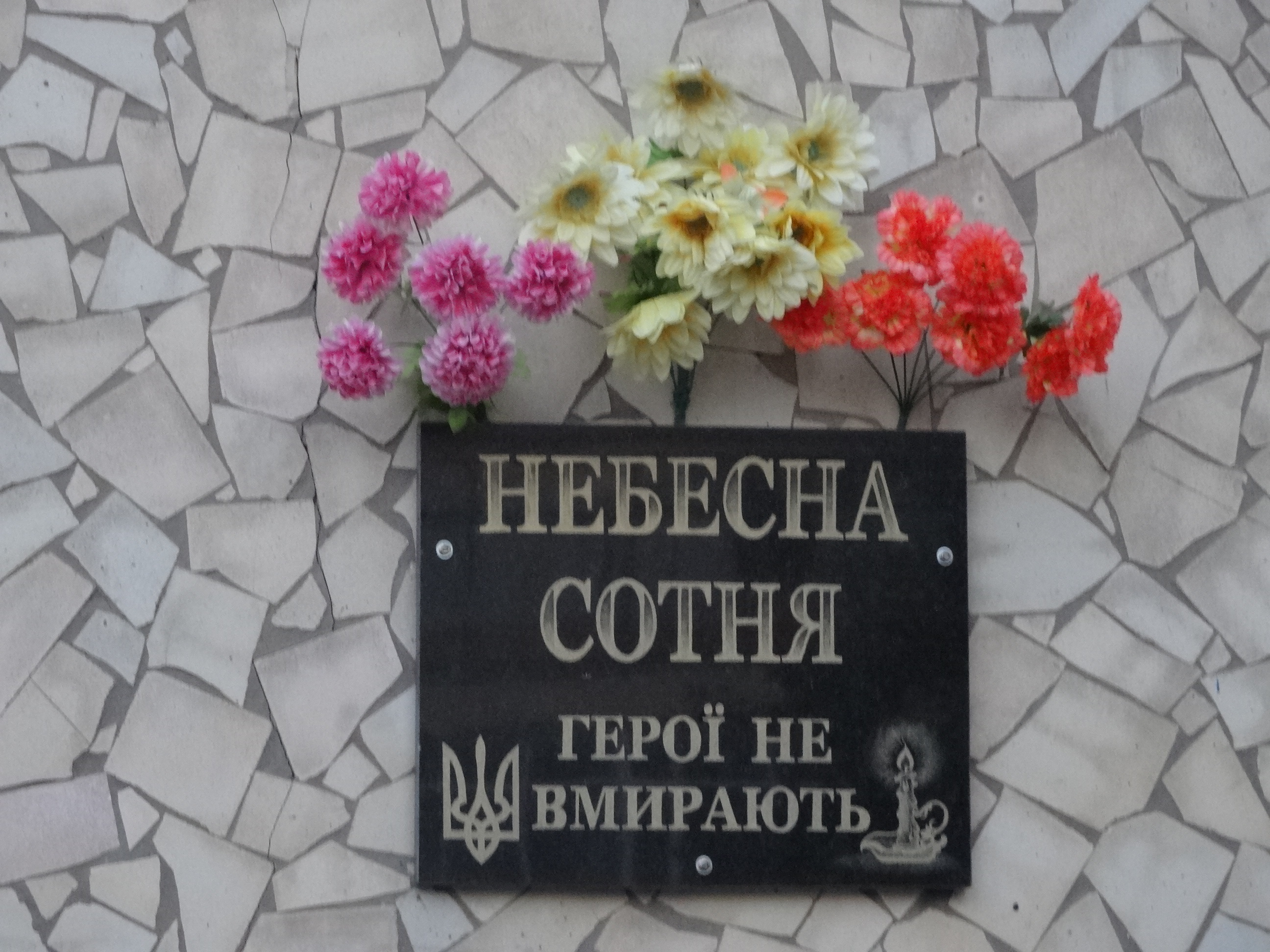
Канівська міська рада. Пам'ятна дошка про Небесну сотню на фасаді будівлі.

- Територія ради: 17,42 км²
- Населення ради: 25 558 осіб (станом на 1 січня 2013 року)
- Територією ради протікає річка Дніпро.

## Населені пункти
Міській раді підпорядковані населені пункти:
- м. Канів

## Склад ради
Рада складається з 36 депутатів та голови.
- Міський голова: Ренькас Ігор Олександрович
- Секретар ради: Ткаченко Сергій Сергійович

### Керівний склад попередніх скликань
| Прізвище, ім'я, по батькові    | Основні відомості                                                       | Дата обрання | Дата звільнення |
| ------------------------------ | ----------------------------------------------------------------------- | ------------ | --------------- |
| Коломієць Василь Васильович    | Міський голова, 1958 року народження, безпартійний                      | 26.03.2006   | 31.10.2010      |
| Ніколенко Віктор Володимирович | Міський голова, 1961 року народження, освіта вища, член Партії регіонів | 31.10.2010   | 10.10.2013      |
| Ренькас Ігор Олександрович     | Міський голова, 1957 року народження, освіта вища, безпартійний         | 10.10.2013   |                 |

Примітка: таблиця складена за даними джерела

### Депутати
За результатами місцевих виборів 2010 року депутатами ради стали:

#### За суб'єктами висування
| Суб'єкт висування                                       | Кількість обраних депутатів | Відсоток |
| ------------------------------------------------------- | --------------------------- | -------- |
| Партія регіонів                                         | 11                          | 23,91    |
| Всеукраїнське об'єднання «Батьківщина»                  | 9                           | 19,57    |
| Соціально-екологічна партія «Союз. Чорнобиль. Україна.» | 7                           | 15,22    |
| Сильна Україна                                          | 5                           | 10,87    |
| Партія зелених України                                  | 3                           | 6,52     |
| Всеукраїнське об'єднання «Свобода»                      | 3                           | 6,52     |
| Фронт Змін                                              | 3                           | 6,52     |
| Комуністична партія України                             | 1                           | 2,17     |
| Реформи і порядок                                       | 1                           | 2,17     |
| Політична партія «Всеукраїнська партія "Дітей війни"»   | 1                           | 2,17     |
| Самовисування                                           | 1                           | 2,17     |
| Українська партія                                       | 1                           | 2,17     |

#### За округами
| № округу                                                | Прізвище, ім'я, по батькові        | Дата визнання обраним | Освіта             | Партійна приналежність                                        | Відомості про обраного депутата                                                                                               |
| ------------------------------------------------------- | ---------------------------------- | --------------------- | ------------------ | ------------------------------------------------------------- | --- |
| Комуністична партія України                             |                                    |                       |                    |                                                               | |
| б/м                                                     | Лисенко Микола Петрович            | 04.11.2010            | вища               | член Комуністичної партії України                             | Канівське училище культури, викладач                                                                                          |
| Партія Зелених України                                  |                                    |                       |                    |                                                               | |
| б/м                                                     | Коржов Володимир Леонідович        | 04.11.2010            | вища               | член Партії Зелених України                                   | приватний підприємець |
| б/м                                                     | Коляда Олександр Михайлович        | 04.11.2010            | вища               | член Партії Зелених України                                   | приватний підприємець |
| 7                                                       | Мартинович Володимир Ярославович   | 04.11.2010            | вища               | член Партії Зелених України                                   | КП «ЖЕК», головний інженер |
| Партія регіонів                                         |                                    |                       |                    |                                                               | |
| б/м                                                     | Маланчев Євгеній Станіславович     | 04.11.2010            | середня            | член Партії регіонів                                          | Приватне підприємство «Канівавтотранс», заступник директора                                                                   |
| б/м                                                     | Коваленко Олексій Володимирович    | 04.11.2010            | вища               | член Партії регіонів                                          | Екологічна охорона, інспектор екологічної охорони                                                                             |
| б/м                                                     | Боровик Іван Іванович              | 04.11.2010            | вища               | позапартійний                                                 | Канівський міськрайонний відділ УМВС України в Черкаській області, заступник начальника МРВ УМВС України в Черкаській області |
| б/м                                                     | Вовк Валерій Григорович            | 04.11.2010            | вища               | член Партії регіонів                                          | фізична особа-підприємець |
| б/м                                                     | Кулинич Павло Михайлович           | 04.11.2010            | вища               | член Партії регіонів                                          | Дитячий навчальний заклад «Канівське ВПУ», директор                                                                           |
| 5                                                       | Пилипенко Анатолій Григорович      | 04.11.2010            | вища               | член Партії регіонів                                          | Управління праці та соціального захисту населення, начальник                                                                  |
| 11                                                      | Умриш Богдан Васильович            | 04.11.2010            | вища               | позапартійний                                                 | Канівська ОДПІ, начальник |
| 12                                                      | Бовшик Микола Юрійович             | 04.11.2010            | вища               | член Партії регіонів                                          | приватний підприємець |
| 14                                                      | Чиж Валентина Миколаївна           | 04.11.2010            | вища               | член Партії регіонів                                          | Канівське відділення ВАИ Української страхової компанії «Дженералі Гарант», начальник                                         |
| 15                                                      | Калніболоцький Олег Анатолійович   | 04.11.2010            | середня            | член Партії регіонів                                          | Приватне підприємство «Канівавтотранс», директор                                                                              |
| 22                                                      | Буряк Володимир Миколайович        | 04.11.2010            | вища               | позапартійний                                                 | Приватне підприємство «БВМ Транс», директор                                                                                   |
| Партія «Реформи і порядок»                              |                                    |                       |                    |                                                               | |
| 16                                                      | Майстренко Михайло Григорович      | 04.11.2010            | вища               | член Партії «Реформи і порядок»                               | фізична особа-підприємець |
| Політична партія "Всеукраїнська партія «Дітей війни»    |                                    |                       |                    |                                                               | |
| б/м                                                     | Мельнікова Надія Гаврилівна        | 04.11.2010            | вища               | член Політичної партії "Всеукраїнська партія «Дітей війни»    | пенсіонер |
| Політична партія Всеукраїнське об'єднання «Батьківщина» |                                    |                       |                    |                                                               | |
| б/м                                                     | Ткаченко Сергій Сергійович         | 04.11.2010            | вища               | член Всеукраїнського об'єднання «Батьківщина»                 | ПФ «Лотосбуд», директор |
| б/м                                                     | Колодій Олександр Сергійович       | 04.11.2010            | вища               | член Всеукраїнського об'єднання «Батьківщина»                 | Українська товарна біржа, директор                                                                                            |
| б/м                                                     | Касіч-Пилипенко Євген Леонідович   | 04.11.2010            | вища               | член Всеукраїнського об'єднання «Батьківщина»                 | фізична особа-підприємець |
| б/м                                                     | Шульга Василь Дмитрович            | 04.11.2010            | вища               | позапартійний                                                 | фізична особа-підприємець |
| б/м                                                     | Маланчев Станіслав Васильович      | 04.11.2010            | середня            | член Всеукраїнського об'єднання «Батьківщина»                 | СТОВ «ПСП-Агро», директор |
| 6                                                       | Малінський Володимир Олександрович | 04.11.2010            | вища               | член Всеукраїнського об'єднання «Батьківщина»                 | фізична особа-підприємець |
| 13                                                      | Попенко Іван Пилипович             | 04.11.2010            | вища               | член Всеукраїнського об'єднання «Батьківщина»                 | загальноосвітня школа-інтернат, вчитель української мови та літератури                                                        |
| 17                                                      | Ткаченко Олександр Сергійович      | 04.11.2010            | вища               | член Всеукраїнського об'єднання «Батьківщина»                 | ПФ «Лотосбуд», менеджер |
| 19                                                      | Бучацький Василь Михайлович        | 04.11.2010            | вища               | член Всеукраїнського об'єднання «Батьківщина»                 | Канівська ЦРЛ, лікар сімейної медицини                                                                                        |
| Політична партія Всеукраїнське об'єднання «Свобода»     |                                    |                       |                    |                                                               | |
| б/м                                                     | Скорина Олександр Іванович         | 04.11.2010            | вища               | позапартійний                                                 | Міська лікарняна каса в м. Каневі, виконавчий директор                                                                        |
| б/м                                                     | Чміль Віталій Олегович             | 09.07.2013            | вища               | член Всеукраїнського об'єднання «Свобода»                     | приватний підприємець |
| 20                                                      | Варавка Володимир Анатолійович     | 04.11.2010            | вища               | член Всеукраїнського об'єднання «Свобода»                     | Канівська загальноосвітня школа № 3, вчитель фізичної культури                                                                |
| Політична партія «Сильна Україна»                       |                                    |                       |                    |                                                               | |
| б/м                                                     | Бузницький Юрій Васильович         | 04.11.2010            | вища               | член Політичної партії «Сильна Україна»                       | Апарат Верховної Ради України, головний консультант                                                                           |
| б/м                                                     | Болсунов Руслан Павлович           | 04.11.2010            | вища               | член Політичної партії «Сильна Україна»                       | фізична особа-підприємець |
| 3                                                       | Болсунова Тетяна Володимирівна     | 04.11.2010            | вища               | член Політичної партії «Сильна Україна»                       | Виконавчий комітет Канівської міської ради, начальник відділу                                                                 |
| 8                                                       | Куча Віктор Васильович             | 04.11.2010            | вища               | член Політичної партії «Сильна Україна»                       | Виконавчий комітет Канівської міської ради, радник міського голови                                                            |
| 18                                                      | Максим'юк Іван Степанович          | 04.11.2010            | вища               | член Політичної партії «Сильна Україна»                       | фізична особа-підприємець |
| Політична партія «Фронт Змін»                           |                                    |                       |                    |                                                               | |
| б/м                                                     | Сандига Людмила Володимирівна      | 04.11.2010            | вища               | член Політичної партії «Фронт Змін»                           | ПАТ «Райффайзен Банк Аваль», начальник відділення                                                                             |
| б/м                                                     | Сидоренко Владислав Миколайович    | 04.11.2010            | вища               | член Політичної партії «Фронт Змін»                           | фізична особа-підприємець |
| 23                                                      | Осипенко Андрій Євгенійович        | 04.11.2010            | вища               | член Політичної партії «Фронт Змін»                           | ВАТ «Білогір'я молокопродукт», директор                                                                                       |
| Соціально-екологічна партія «Союз. Чорнобиль. Україна.» |                                    |                       |                    |                                                               | |
| б/м                                                     | Ніколенко Жанна Василівна          | 04.11.2010            | вища               | член Соціально-екологічної партії «Союз. Чорнобиль. Україна.» | Центральна районна аптека № 91, завідувач                                                                                     |
| б/м                                                     | Дяченко Віталій Хомович            | 04.11.2010            | вища               | позапартійний                                                 | Виконавчий комітет Канівської міськради, керуючий справами                                                                    |
| б/м                                                     | Голда Надія Анатоліївна            | 04.11.2010            | вища               | член Соціально-екологічної партії «Союз. Чорнобиль. Україна.» | Виконавчий комітет Канівської міськради, начальник відділу освіти                                                             |
| 1                                                       | Демиденко Олександр Григорович     | 04.11.2010            | середня спеціальна | член Соціально-екологічної партії «Союз. Чорнобиль. Україна.» | пенсіонер |
| 9                                                       | Куценко Олександр Степанович       | 04.11.2010            | вища               | позапартійний                                                 | ПМП «Інтербуд», директор |
| 10                                                      | Василенко Любов Дмитрівна          | 04.11.2010            | вища               | позапартійна                                                  | Канівська ЦРЛ, лікар сімейної медицини                                                                                        |
| 21                                                      | Щур Тамара Анатоліївна             | 04.11.2010            | вища               | позапартійна                                                  | Дитячий навчальний заклад «Сонечко», вихователь                                                                               |
| Українська партія                                       |                                    |                       |                    |                                                               | |
| 2                                                       | Гузь Олександр Іванович            | 04.11.2010            | вища               | позапартійний                                                 | Канівське КПТМ, директор |
| Самовисування                                           |                                    |                       |                    |                                                               | |
| 4                                                       | Воюцька Олена Аврамівна            | 03.09.2014            | середня            | позапартійна                                                  | приватний підприємець |